# 큰원근

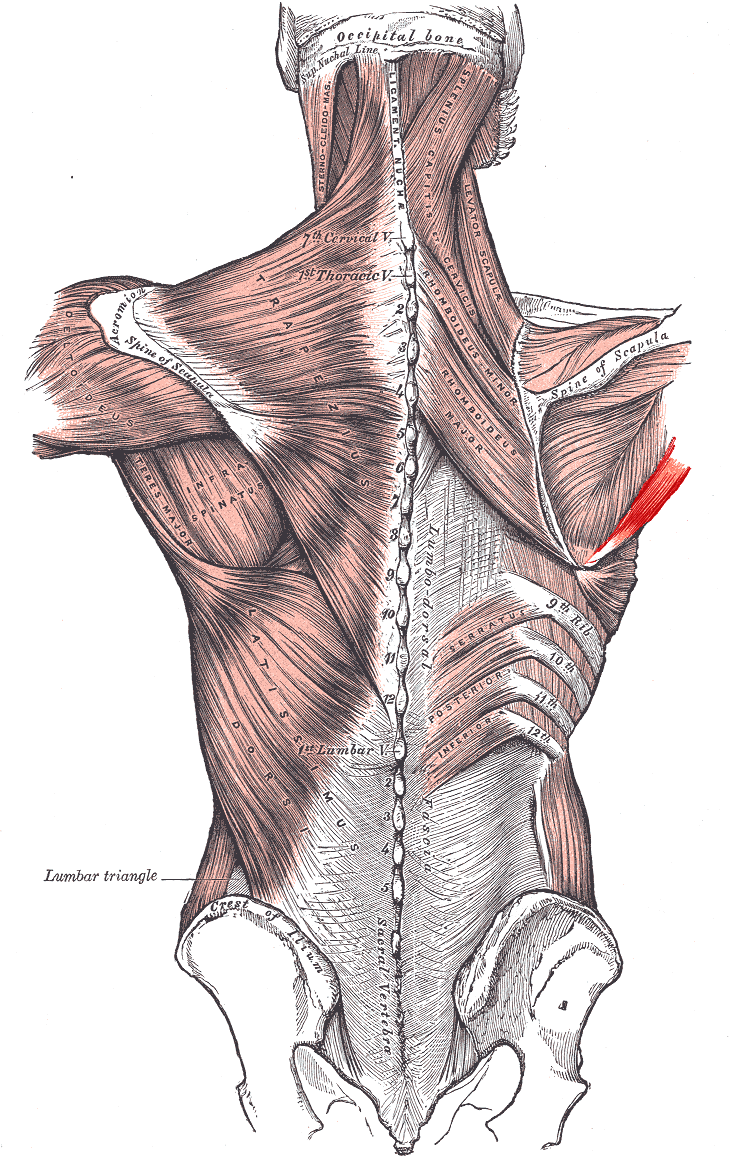
큰원근(적색부분), 그리고 상지(upper extremity)와 척주(vertebral column)를 연결하는 근육들 간의 관계를 보여주는 후면

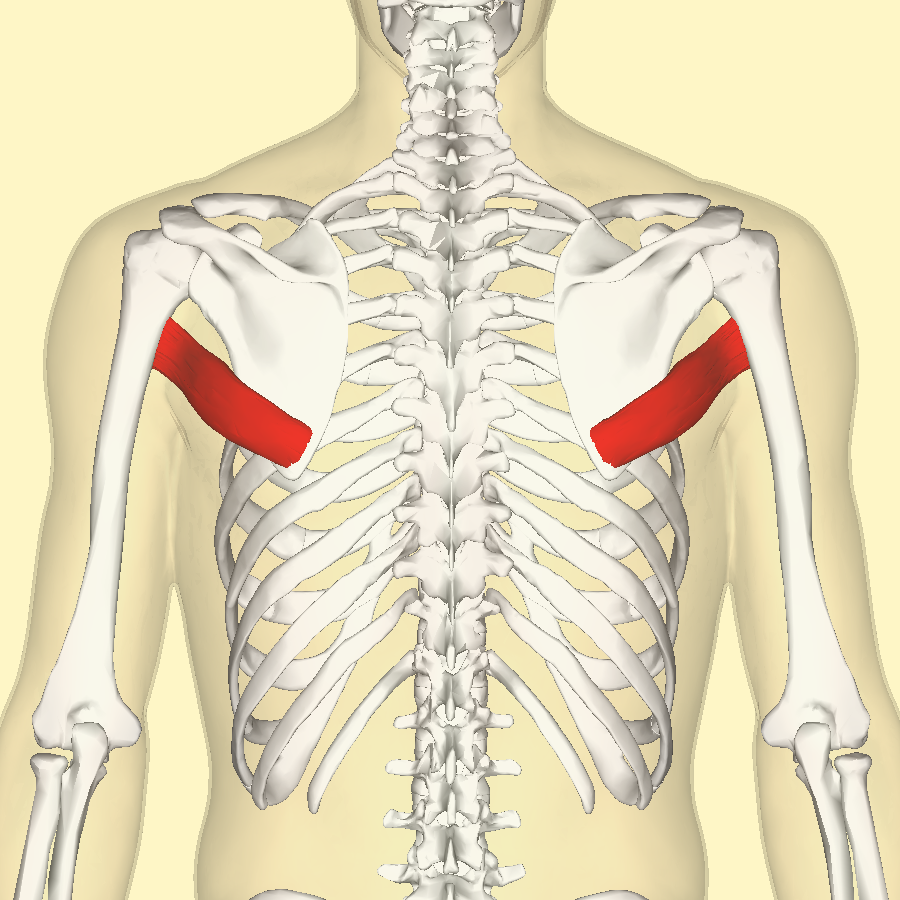
후방에서 본 큰원근(적색부분)

큰원근(teres major muscle, teres는 라틴어로 '둥글다'는 뜻) 또는 대원근(大圓筋)은 상지(upper limb)의 근육이다. 견갑골(scapula)과 상완골(humerus)에 붙어있고, 견갑상완골근(scapulohumeral muscle) 7개 중 하나이다. 두껍지만 다소 평평한 근육이다.
큰원근은 넓은등근(latissimus dorsi muscle) 위에 위치해 있으며, 상완골(humerus)의 신전(extension)과 내회전(medial rotation)을 돕는다. 대원근은 회전근개(rotator cuff)로 자주 혼동되지만, 소원근(teres minor muscle)과는 달리 어깨관절(shoulder joint)의 피막(capsule)에 붙어있지 않기 때문이 아니다.

## 구조
대원근은 하각(inferior angle)의 배측면(dorsal surface), 견갑골의 외측연(lateral border)의 하부부위(lower part)에서 시작된다.
대원근 섬유는 상완골의 결절간구(intertubercular sulcus)의 내순(medial lip, 혹은 안쪽융기)으로 만입한다.

### 관계
정지점(insertion)에 있는 힘줄(tendon)은 광배근 힘줄 뒤에 있는데, 활액낭(bursa)에 의하여 나뉜다. 그러나 세 힘줄은 아래경계(lower border)를 따라 짧게나마 합쳐진다. 대원근과 광배근의 선유들은 서로 수평으로 놓여 있으며, 두 근육은 상완골의 소결절(lesser tubercle)의 융기(crest) (혹은 결절간구 내순)으로 만입한다.

소원근(teres minor muscle)과 함께, 대원근은 액와강(axillary space)을 형성하며, 액와강을 통하여 몇몇 중요한 동맥과 정맥들이 지나간다.

### 신경분포
대원근은 견갑하신경(lower subscapular nerve)이 주로 분포하고 있고, 흉배신경(thoracodorsal nerve, 혹은 견갑중신경middle subscapular nerve)도 분포되어 있다. 이 신경들은 견갑상신경(upper subscapular nerve)에서 멀리 떨어져 있다. 이 세 신경들은 완신경총(brachial plexus)의 후척수(posterior cord)로 갈라진다. 대원근으로 분포된 신경들은 척수신경(spinal nerve) C5-C8에서 나온 섬유들로 구성되어 있다.

## 기능
대원근은 상완골의 내회전근(medial rotator)과 내전근(adductor)이며, 광배근이 들여올려진 상완골을 아래로 그리고 등뒤로 견인하는데에도 도움을 준다. 신전이지만 과신장(hyperextension)은 아니다. 또한 관절와(glenoid cavity) 내 상완골두(humeral head)를 안정화하는데에도 도움을 준다.

## 부상
단독 대원근 부상은 드물다. 프로선수나 여가 체육인, 특히 야구투수에게서 거의 대부분 발생한다. 이 부상들은 심신을 약화시켜서 긴 재활 기간이 필요하며 시즌아웃될 수 있다. 수술 치료에 명확한 지침은 없다. 수술 치료나 비수술 치료 모두 예후가 좋다.

## 같이 보기
- 근육
- 근육계통
- 인체 골격근 목록
- 인체 뼈 목록
- 인체 신경 목록
- 해부학 용어
  - 근육에 대한 해부학 용어
  - 운동에 대한 해부학 용어
  - 위치에 대한 해부학 용어

- 소원근
- 회전근개